# 友國麻衣子
友國 麻衣子（ともくに まいこ、1983年5月23日 - ）、コミュニケーション・デザイナー、ナレーター、ラジオパーソナリティ、MC。Voice & Posture Design QUON 代表。大阪府豊中市出身。2010年、ラジオパーソナリティになったことをきっかけに 久遠まい（くおん まい）名義としても活動していたが、2017年以降、本名である友國麻衣子での活動が増えている。（久遠まいとしての活動も継続）

## 経歴

### 生い立ち
- 1983年、大阪府豊中市に生まれる。
- 2002年、関東国際高等学校外国語科英語コース卒業。
- 2006年、フェリス女学院大学文学部英文科卒業。

### 輸入車販売会社時代
2006年、大学卒業後にニコル・カーズ株式会社に入社。 4年間セールスとして務め、2010年に退職。

### フリーランスとして
輸入車販売会社を退職後、アルバイトで始めたイベントMCなどを通して、「喋る事」をもっと学ぶためにラジオDJ専門のエージェントFM BIRDにて1年間のトレーニングを積む。後にデビュー。
2012年春より、フリーランスMCとして活動開始。ラジオパーソナリティ、トークショー、セミナーMCや、舞台挨拶、記者発表やインストアメディアのナレーションなどで活動する。

### 企業研修トレーナーとして
セールスの経験から、アウディ、レクサス、TOYOTAなどでセールス研修、新人研修、新店舗オープン前スタッフコミュニケーション研修などを担当する。

## 出演

### ラジオ
- レインボータウンFM『Crystal Biz-up』(2016年01月 - 2016年09月)
- レインボータウンFM『Crystal ISM』(2016年04月 - 2017年03月)
- レインボータウンFM『Crystal ISM』（2020年2月〜）

### テレビCM
- フジテレビ系ダブインフォマーシャル『ダブな美』

### ラジオCM
- ラジオCM『モスバーガー』（2010年 - 2011年）

### イベント
- オルセー美術館展2010「ポスト印象派」記者発表会 MC
- 第3、4、6回 沖縄国際映画祭 レッドカーペット＆舞台挨拶MC
- 法然上人八百年法要（増上寺）進行
- 法然上人八百年御忌奉賛 五百羅漢展 記者発表会
- 『謎解きはディナーの後で』『放課後はミステリーとともに』書店員限定パーティー MC
- アウディスポーツ 2012ルマン24時間耐久レース 祝賀会 MC（日／英）
- アウディスポーツ2012スーパーGT 参戦発表会（日／英）
- 東京オートサロン2013 レクサス トークショウ
- ボートショー2013 トヨタ・マリンブース トークショウ
- トヨタ・マリン プレミアムクルーズ 木下隆之トークショウ
- ノスタルジック2DAYS 2014、2015、2016、2017
- ハチマルミーティング 2014、2015
- レクサス AMAZING SNOW EXPERIENCE 試乗体験＆ディナートークショウ
- 日経映像 WEC特設サイト『ル・マンへ』2014 レポーター

その他、新型車発表会・内覧会、レーシングドライバーとのトークショウなど

### ナレーションなど
- アウディ 社内研修用アプリケーション動画 - ナレーション
- レクサス 社内研修用動画 -  出演・ナレーション
- HONDA 公式水素自動車 - 紹介VTR ナレーション
- 有楽町LOFT - 館内インフォメーション（日本語版／英語版）
- TOYOTA プレシャスナビ（広報資料）- ナレーション
- Can☆Do サウンド・ロゴ
- ブックオフ（渋谷センター街店、成田店など）- フロア案内（日本語版／英語版）
- GU - 国内全店店内インフォメーション（2016年 - ）
- イトーヨーカドー - 全国店内広告ナレーション担当（2016年 - ）
- ティップネス - 館内アナウンス（日本語版／英語版）